# El alma de Lila Downs
El Alma de Lila Downs es la compilación de los mayores éxitos en español de la cantante mexicana Lila Downs, publicado en 2007. 
Este disco incluye canciones de trabajos anteriores de la artista como: La sandunga, Árbol de la vida, La línea, Una sangre y La cantina.
Este álbum vino acompañado con un DVD que contiene trece temas grabados en directo en un concierto que Downs ofreció en Madrid, España.

## Lista de canciones

### Disc. 1 CD
| #   | Título                                  |      | Álbum original   |
| --- | --------------------------------------- | ---- | ---------------- |
| 1.  | La cama de piedra (Tradicional)         | 4:02 | La Cantina       |
| 2.  | Naila (Chuy Rasgado)                    | 3:10 | La Sandunga      |
| 3.  | El venadito (Dominio Público)           | 3:29 | La Sandunga      |
| 4.  | Paloma negra (Tomás Méndez)             | 3:22 | Una Sangre       |
| 5.  | La cucaracha (Tradicional)              | 3:39 | Una Sangre       |
| 6.  | La Llorona (Tradicional de Oaxaca)      | 5:25 | La Línea         |
| 7.  | Agua de rosas (Downs/Cohen)             | 4:24 | La Línea         |
| 8.  | Dignificada (Downs, Cohen)              | 3:47 | Una Sangre       |
| 9.  | La niña (Downs, Cohen)                  | 3:08 | La Línea         |
| 10. | La martiniana (Andrés Henestrosa)       | 5:47 | La Línea         |
| 11. | Arenita azul (Chilena Tradicional)      | 2:51 | Árbol de la Vida |
| 12. | La cumbia del mole (Downs/Cohen)        | 4:11 | La Cantina       |
| 13. | La línea (Downs/Cohen)                  | 5:01 | La Línea         |
| 14. | Cielo rojo (Hnos. Zaizar)               | 4:00 | Una Sangre       |
| 15. | Tu recuerdo y yo (José Alfredo Jiménez) | 3:20 | La Cantina       |
| 16. | Un poco más (Álvaro Carrillo)           | 4:14 | La Sandunga      |
| 17. | Perhas, perhaps, quizás (Farrés/Davis)  | 4:49 | La Línea         |
| 18. | Canción mixteca (José López Alavéz)     | 2:52 | La Sandunga      |

### DVD; Madrid en vivo
También contiene un DVD con un concierto que contiene canciones en vivo.
| #   | Título                                           |  |
| --- | ------------------------------------------------ |  |
| 1.  | El relámpago (Tradicional)                       |  |
| 2.  | Penas en el alma (Felipe Valdez)                 |  |
| 3.  | La cama de piedra (Tradicional)                  |  |
| 4.  | Tu recuerdo y yo (José A. Jiménez)               |  |
| 5.  | La Martiniana (con Martirio) (Andrés Henestrosa) |  |
| 6.  | La iguana (Tradicional)                          |  |
| 7.  | La cucaracha (Tradicional)                       |  |
| 8.  | Paloma negra (Tomás Méndez)                      |  |
| 9.  | La cumbia del mole (Downs, Cohen)                |  |
| 10. | La llorona (Tradicional de Oaxaca)               |  |
| 11. | Viborita (Chilena Tradicional)                   |  |
| 12. | La sandunga (Máximo Ramón Ortiz)                 |  |
| 13. | El corrido de Tacha “La Teibolera” (Downs/Cohen) |  |

## Sencillos
- «La cama de piedra»
- «Agua de rosas»

## Créditos
- Lila Downs - Productor, vocales.
- Paul Cohen - Productor ejecutivo.
- Celso Duarte – Productor.
- Alfonso Almiñana - Masterización
- Mayra Acosta - Fotografía portada y contraportada
- Elena Pardo - Fotografía interiores

### Ficha técnica de concierto (DVD)
- Enrique Goselín – Iluminación.
- Gala Sánche - Escenografía.
- Magali Couturier – Ing. De monitores.
- Sergi Almiñana – Producción ejecutiva.
- Elena Pardo – Proyección de videos.
- José Antonio Belchi - Producción.